# Bajonnette
Bajonnette é uma comuna francesa na região administrativa de Occitânia, no departamento de Gers. Estende-se por uma área de 7,48 km². Em 2010 a comuna tinha 109 habitantes (densidade: 14,6 hab./km²).